# إنضاج الفواكة
إنضاج الفواكة هي عملية تليين تمر بها أنواع معينة من الفواكه كبيرة الحجم، إلى جانب عملية النضوج.هنالك بعض الفواكة التي إما ان تكون أكثر حلاوة بعد مراحل النضج، مثل النبق البحري، أو أن تؤكل معظم أنواعها نيئة بعد فترة النضوج، مثل الشجيرة، والبرسيمون والسفرجل وفاكهة شجرة الخدمة وفواكه شجرة الخدمة البرية («غبيراء ممغصة»). يجب أن تكون فاكهة الغبيراء أو الرماد الجبلي ناضجة ومطبوخة لتكون صالحة للأكل، ولتحليل حمض الباراسوربيك السام (هكسينولاكتون) إلى حمض السوربيك.

## تاريخه
صاغ جون ليندلي الفعل الإنجليزي: Blet في كتاب مقدمة في علم النبات (1835). والتي اشتقها من الكلمة Blette الفرنسية التي تعني «الكمثرى المفرط». «بعد فترة نضوجها»، وكتب: «معظم الفواكة كبيرة الحجم تخضع لتغيرات جديدة؛ اما بهيكلها الخارجي، التعفن أو التحلل.»
في أعمال شكسبير للقياس، أشار إلى النضوج في عبارة: «كانوا قد تزوجوني من ميدلر الفاسد». يستمد توماس ديكر مقارنة مماثلة في مسرحيته (عاهرة صادقة): «نادراً ما كنت أعرفها، لأن جمال خدها، مثل القمر، عانيتُ من كسوف غريب منذ أن رأيته: المرأة تشبه المدللات (فاكهة المشمله) - التي لم تعد ناضجة بعد». في مكان آخر في الأدب، أطلق دي. إتش. لورنس لقب «مدلّلات المرض البنية».
هناك أيضًا مقولة قديمة، استخدمت من قبل دون كيخوتي، وهي أن «الوقت والقش يصنعان المشمله»، وفي ذلك إشارة إلى عملية النضج.

## العملية

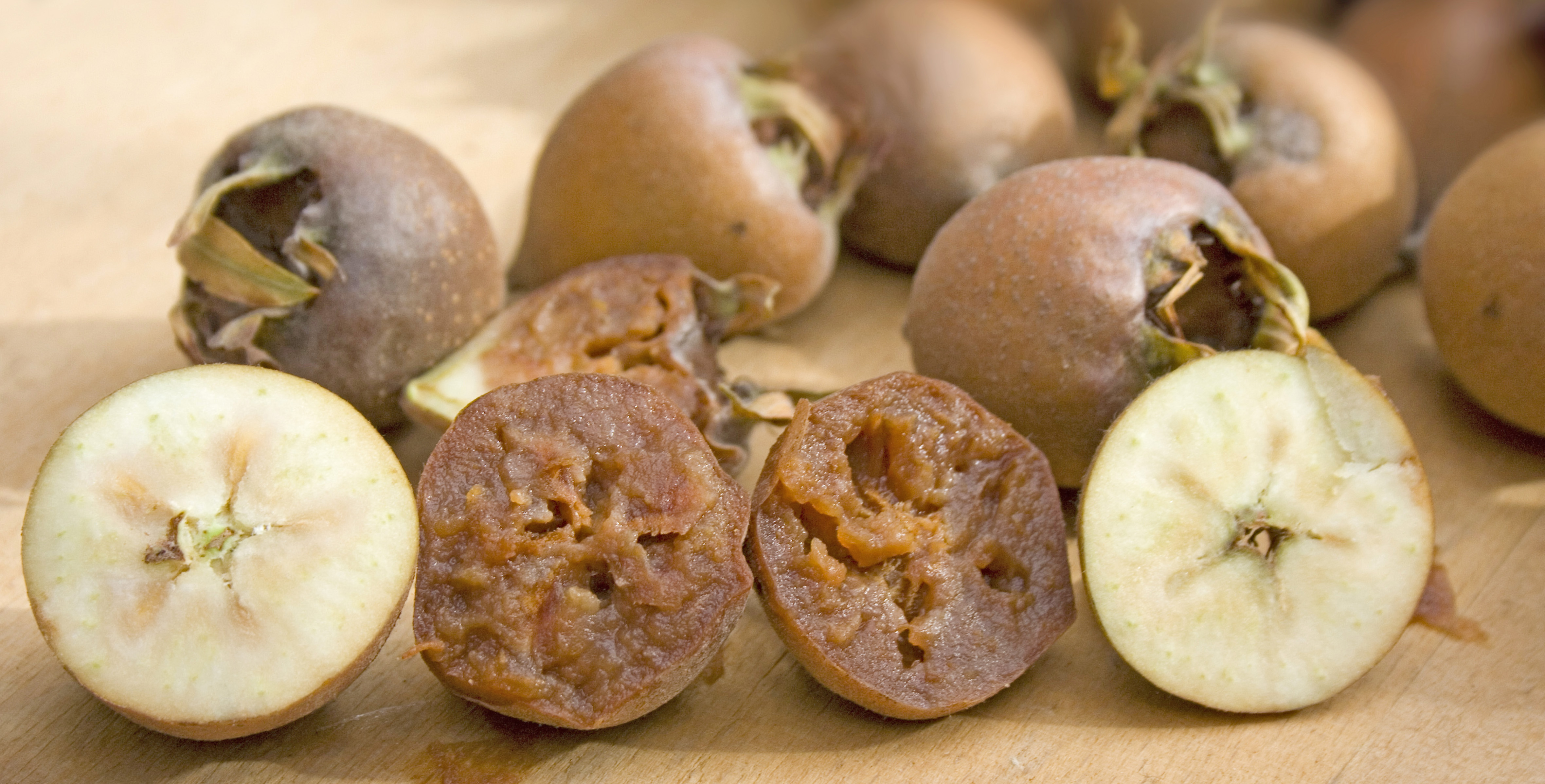
شجرة البشملة ناضجة، وبعضها الآخر غير ناضج.

من الناحية الكيميائية، يؤدي النضوج إلى زيادة في السكريات وانخفاض في الأحماض والعفص التي تجعل الفواكة الغير ناضجة مسببه للاكتئاب.
على سبيل المثال، يتم أخذ نبتة بشملة ناضجة من الشجرة ويتم وضعها في مكان بارد، ويُسمح لها بالمزيد من النضج لعدة أسابيع. في كتاب الشجرات والشُجيرات، كتب البستاني إف.أي.بوش عن نبتة البشملة أنها «إذا كانت الفاكهة مطلوبة، فيجب تركها على الشجرة حتى أواخر شهر أكتوبر، ويتم تخزينها حتى تظهر في المراحل الأولى للتعفن، ثم تكون جاهزة للأكل. تستخدم الفاكهة لصنع الهلام». ومن الناحية المثالية، ينبغي جني الفاكهة من الشجرة مباشرة بعد الصقيع الشديد، والتي تبدأ عملية النضج عن طريق تحلل جدران الخلايا والتليين.
وبمجرد اكتمال العملية، سيتم تحلل لحمنبتة البشملة بدرجة كافية بحيث يمكن رشلها من الجلد. تمت مقارنة مذاق المادة اللزجة واللذيذة بالتمر الحلو والتفاح الجاف، مع القليل من القرفة. في كتاب Notes on a Cellar-Book، وصف جورج ساينتسبيري الشهير بالإنجليزية نبتة البشملة الناضجة بأنها «الفاكهة المثالية مع النبيذ».